# Камерале (Терамо)
Камерале (итал. Camerale) је насеље у Италији у округу Терамо, региону Абруцо.
Према процени из 2011. у насељу је живело 107 становника. Насеље се налази на надморској висини од 497 м.